# Бил Голдбърг
Уилиям Скот „Бил“ Голдбърг (роден на 27 декември 1966 г.) е американски професионален кечист, телевизионен водещ, актьор и бивш професионален футболист в Националната футболна лига. Той е известен най-вече с неговите изяви в World Championship Wrestling (WCW) между 1997 г. и 2001 г., и в Световна федерация по кеч (WWF/WWE) между 2003 г. и 2004 г.
Той е забележителен с неговата продължителна и непобедима серия от победи (173 – 0) в WCW. Голдбърг е общо двукратен световен шампион: печелил е един път световната титла на WCW и един път световната титла в тежка категория на Световна федерация по кеч (WWE) с общи рейнове. Той е признат от WWE за първия непобеден световен шампион в историята на професионалния кеч и първия човек, който държи дълго време титлите на WCW и WWE, а по-късно е последван от следните кечисти: Крис Беноа, Букър Ти и Грамадата. Той е двукратен шампион на щатите в тежка категория на WCW и еднократен световен отборен шампион на WCW, заедно с Брет Харт.
Преди да стане професионален кечист, Голдбърг е футболист. След като се пенсионира от кеча, той започва да работи като коментатор за смесени бойни изкуства (MMA) в промоцията EliteXC чак до нейното закриване. През 2018 г. е въведен в залата на славата на WWE.
Прякори
- Зеленозила (в WCW)
- Хищника (в WWE)

Интро песни
- Twisted By Robert Kelly (WCW; 24 юни 1997 – 21 септември 1997)
- Invasion By Christian Poulet & Jean-Yves Rigo (WCW/WWE 22 септември 1997-март 2001; 31 март 2003 – 21 април 2003)
- Crush 'Em By Megadeth (WCW; 22 май 1999 – 25 октомври 1999)
- Invasion (Remix V1) By Jim Johnston (WWE Backlash 2003)
- Invasion (Remix V2) By Jim Johnston (WWE; 5 май 2003 – 14 март 2004)

## Завършващи движения
- Jackhammer (Delayed Vertical Suplex Powerslam)
- Spear
- Belly To Belly Suplex
- Ankle Lock
- Clothesline
- Big Boot
- Crucifix Armbar
- Dragon Screw
- Dropkick
- Fireman's Carry Slam
- Full Nelson Slam
- Hook Kick
- Kneebar
- Leg Trap Chokeslam Or Spinebuster
- Gorilla Press Drop
- Flapjack
- Gorilla Press Gutbuster
- Gorilla Press Slam
- Spinebuster
- Back Suplex Side Slam
- Gorilla Press Powerslam
- Scoop Powerslam
- Sidewalk Slam
- Ura-Nage
- Pumphandle Into Either A Slam, Fallaway Slam Or Suplex
- Shoulder Block
- Underhook Suplex
- Superkick
- Snap Swinging Neckbreaker

## Титли и отличия
Pro Wrestling Illustrated
- Завръщане на годината (2016)
- Най-вдъхновяващият кечист на годината (1998)
- Новобранец на годината (1998)
- PWI го класира като No. 2 от 500 най-добрите сингли борци в PWI 500 през 1998
- PWI го класира като No. 75 от топ 500 – сингли борци от годините в PWI през 2003

World Championship Wrestling
- Шампион на Съединените щати в тежка категория на WCW (2 пъти)
- Световен шампион на WCW (1 път)
- Световен Отборен шампион на WCW (1 път) – Брет Харт
- Петият шампион Тройна Корона – с Брет Харт

World Wrestling Entertainment/WWE
- Световен шампион в тежка категория (1 път)
- Универсален шампион на WWE (2 пъти)

Wrestling Observer Newsletter
- Новобранец на годината (1998)